# Ötzi
Ötzi (tudi Oetzi) je dobro ohranjena človeška mumija približno iz 34. stoletja pr. n. št., ki so jo našli 19. septembra 1991 v ledeniku v Italiji (Ötztalske Alpe) blizu meje z Avstrijo. Vzdevek Ötzi prihaja od imena doline.

## Opis
Gre za najstarejše naravno mumificirano truplo na območju Evrope, ki omogoča dober vpogled v lastnosti bakrenodobnih Evropejcev. Po ocenah je bil Ötzi v času smrti visok približno 1,65 m in star 45 let. Na sebi je imel obleko iz usnja različnih živali in široke, vodoodporne čevlje za hojo po snegu. Med drugimi predmeti, ki so jih našli ob truplu, so bakrena sekira, kremenast nožič z lesenim ročajem, nedokončan lok iz tisovega lesa in tok s 14 puščicami. Sledi na truplu kažejo, da je Ötzi umrl nasilne smrti; imel je luknjo od puščice v rami in resno poškodbo glave, ki je verjetno povzročila smrt.
Pred smrtjo ga je pestilo več zdravstvenih težav, med njimi huda arterioskleroza, h kateri je bil nagnjen tudi genetsko. Analiza njegovega zobovja je razkrila več mehanskih poškodb, kakor tudi luknje v zobeh in slabo stanje dlesni. Slednje povezujejo s povečevanjem deleža škroba v prehrani takratnih ljudi, ki je omogočil uspevanje ustnih bakterij. Poznejša obdukcija je odkrila ostanke hrane v črevesju. Ötzi je imel izdaten obrok pred svojo smrtjo, ker je jedel kozorogovo in jelenovo meso z enozrnico in praprotjo.

## Odkritje
Mumijo naj bi našla nemška turista Helmut in Erika Simon, vendar slovenska plezalka Magdalena Mohar Jarc trdi, da jo je našla ona. Odkritje si lasti tudi švicarka Sandra Nemeth. 
Avstrijski uradniki so sprva obravnavali najdbo kot novodobno truplo in ga grobo izklesali iz ledu, pri čemer so ga nekoliko poškodovali. Šele po tistem, ko so ga prepeljali v mrtvašnico v Innsbruck, je bila ugotovljena njegova dejanska starost. Kasnejše meritve so pokazale tudi, da je najdba ležala slabih 100 metrov znotraj ozemlja Italije.
Sodišče v Bolzanu je najdbo prisodilo Simonovima. Hkrati je potekal tudi pravni spor o nagradi za najditelja. Simonova sta zahtevala 300.000€, mnogo več kot so bile pripravljene plačati lokalne oblasti glede na vrednost najdbe. Na koncu so se pogodili za 150.000€. Ötzi je danes na ogled v Južnotirolskem deželnem arheološkem muzeju v Bolzanu.